# Vysoké Tatry
Vysoké Tatry (polsky Tatry Wysokie, maďarsky Magas-Tátra) je nejvyšší pohoří na Slovensku i v Polsku. Jde o geomorfologický podcelek Východních Tater západně od Kopského sedla, které je odděluje od Belianských Tater. Na jihu hraničí s Podtatranskou kotlinou. Mají rozlohu 341 km² (260 km² na Slovensku a 81 km² v Polsku). Délka Vysokých Tater je zhruba 26 km a šířka 17 km. Pro svou nevelkou rozlohu bývají označovány za nejmenší velehory světa či Evropy. Nejvyšší horou je Gerlachovský štít (2654,4 m n. m.).

## Poloha
Od jihu je pohoří ohraničeno Podtatranskou kotlinou, na severu sousedí se Spišskou Magurou a západní hranici tvoří Kôprová dolina oddělující Vysoké Tatry od Tater Západních. Na východě jsou ohraničeny masivem Belianských Tater. Belianské Tatry jsou nižší než Vysoké Tatry (plocha 64 km², délka hřebene 14 km, nejvyšší vrchol Havran – 2151,5 m).

## Geologie
Geologická stavba Vysokých Tater je velmi komplikovaná. Rozděluje se na tři části: Krystalické jádro, které vytváří hlavní část hřebene a jižní svahy. To je složeno převážně z žuly a břidlice. V sedimentech uložených v druhohorách lze nalézt kromě vápence ještě dolomit, křemenec, břidlici, různé druhy slepenců či pískovec. Tyto vrstvy se nachází ve větší míře povětšinou v Belianských Tatrách a Západních Tatrách. Jádro Tater vznikalo v prvohorách (Karbon, 210 mil. let). Okolní moře ustoupilo v druhohorách a začala se projevovat masivní eroze. V triasu však opět stouplo a začaly se ukládat usazeniny (vápence apod.), které vytvořily základ Belianských Tater a Červených vrchů. Na konci období křídy se Tatry nadobro staly součástí pevniny. Dále pak byly modelovány alpínskými vrásněními. Pro modelaci terénu v Tatrách měly hlavní vliv ledovce, které tekly v dobách ledových, během kterých dosahovaly ledovce na severních stranách hor až 14 km.
Nejdelší a nejhlubší jeskyně v Tatrách je Jaskinia Wielka Śnieżna (délka 22 km, hloubka 824 m).

## Geografický popis
Hlavní hřeben Vysokých Tater, který je ve svém středu podkovovitě prohnut k jihu, je 26 km dlouhý a jeho maximální šířka je 17 km. Vysoké Tatry se táhnou od Ľaliového sedla (1947 m) na západě ke Kopskému sedlu (1749 m) na východě. Jejich nejzápadnějším vrcholem je Svinica (2301 m), nejvýchodnějším Jahňací štít (2229 m). Hřeben téměř vůbec neklesá pod 2000 m a jeho nejvyšším vrcholem je Ľadový štít (2627 m). Odbočuje z něj pět hlavních hřbetů na jih s vrcholy (Kriváň, Končistá, Gerlachovský štít, Slavkovský štít, Lomnický štít,) čtyři na sever (Kozi Wierch, Opalony Wierch, Malé Rysy, Veľká Javorová veža). Nejvyšší vrchol Vysokých Tater Gerlachovský štít je zároveň nejvyšším vrcholem nejen Tater, ale celých Karpat.

### Vrcholy
Ve Vysokých Tatrách najdeme 26 vrcholů převyšující výšku 2500 metrů. Celkem 8 vrcholů v slovenských Vysokých Tatrách je turistům přístupných po značených stezkách se sezónními uzávěry od 1. 11. – 15. 6. Naproti tomu třeba vrcholy Gerlachovský štít, Vysoká, Ganek, Bradavica, Prostredný hrot, Ľadový štít, Baranie rohy, Lomnický štít, Kežmarský štít aj. jsou pro turisty dostupné pouze v doprovodu horského vůdce. Pro horolezce s potřebným průkazem (např. ČHS) je lezení na většině území národního parku povoleno na vlastní nebezpečí. Lomnický štít je také dosažitelný kabinovou lanovou dráhou z Tatranské Lomnice.
Tatranské vrcholy nad 2500 m:
| - Gerlachovský štít (2654 m) - Gerlachovská veža (2642 m) - Lomnický štít (2634 m) - Ľadový štít (2627 m) - Pyšný štít (2623 m) - Zadný Gerlach (2616 m) - Lavínový štít (2606 m) - Malý Ľadový štít (2602 m) - Kotlový štít (2601 m) - Lavínová veža (2600 m) - Malý Pyšný štít (2592 m) - Veľká Litvorová veža (2581 m) - Strapatá veža (2565 m) | - Kežmarský štít (2556 m) - Vysoká (2547 m) - Supia veža (2540 m) - Končistá (2538 m) - Malá Litvorová veža (2533 m) - Baranie rohy (2526 m) - Dračí štít (2523 m) - Veľká Vidlová veža (2522 m) - Český štít (2520 m) - Veterný štít (2515 m) - Malý Kežmarský štít (2513 m) - Zadný Ľadový štít (2507 m) - Rysy (2503 m) |  |

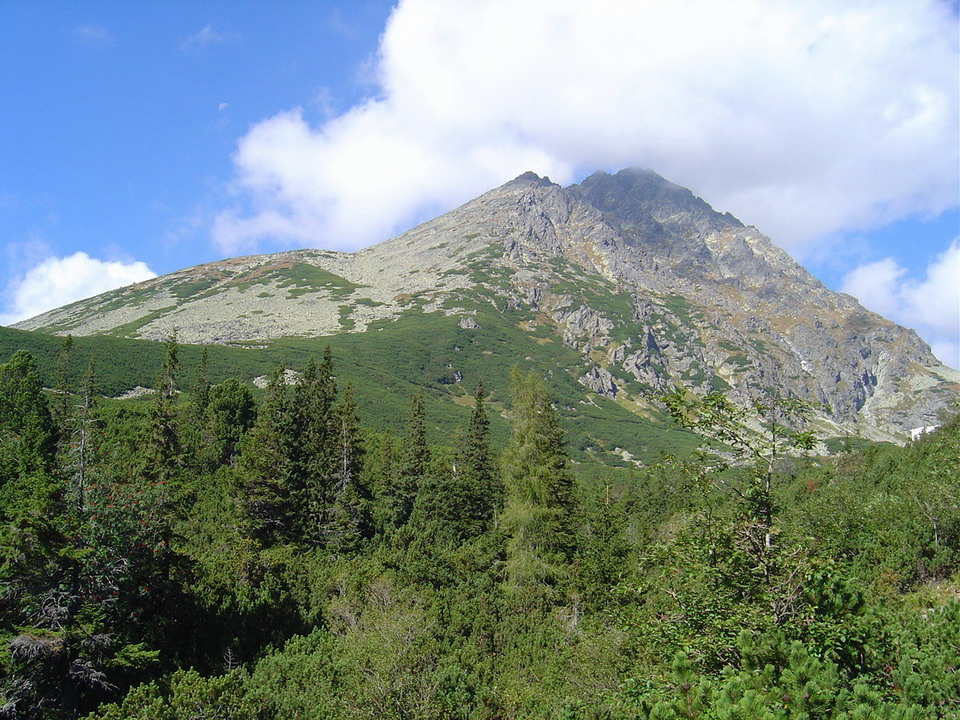
Gerlachovský štít

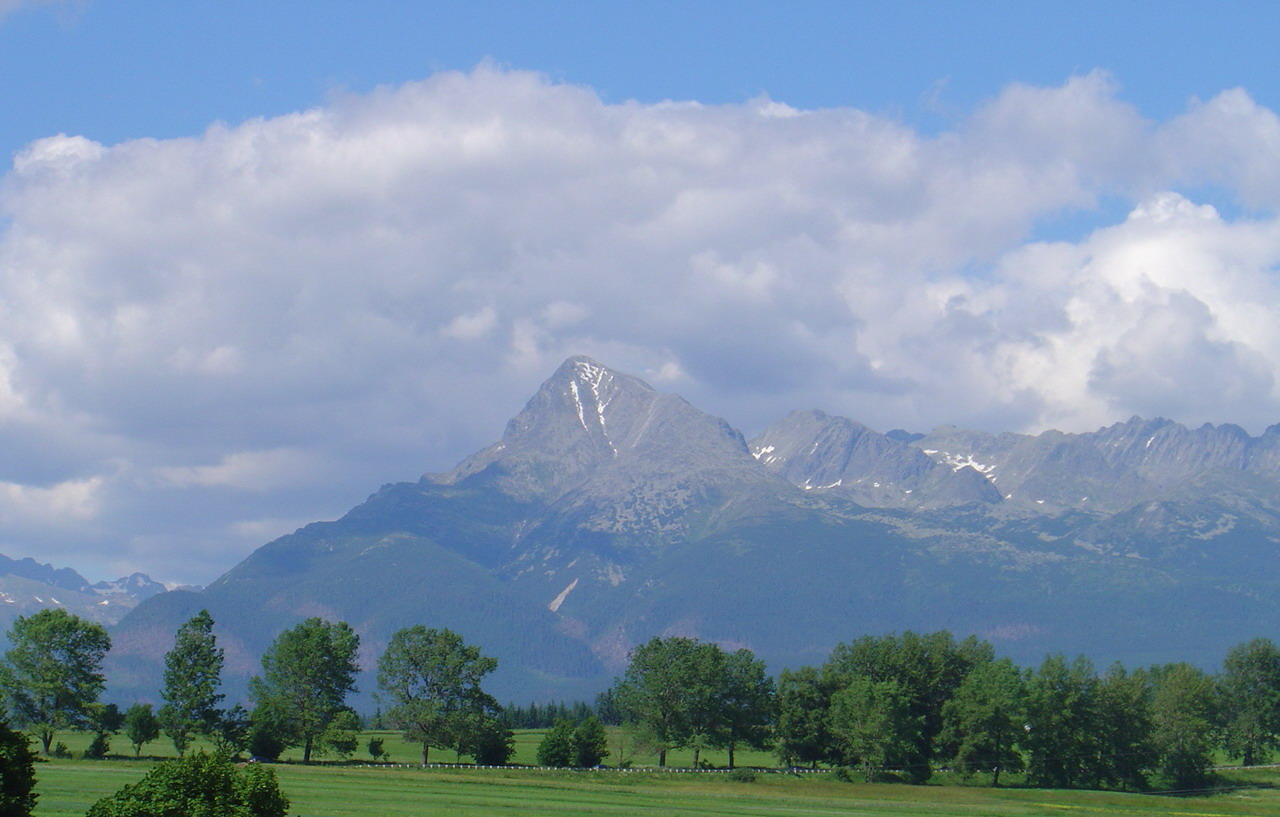
Kriváň

Turisticky dostupné vrcholy slovenské části Tater:
- Svinica (2301 m) – přístupná z polské strany
- Hrubý štít (2172 m) – přístupný z polské strany
- Rysy (2503 m) – 4,5 hod. od Štrbského plesa
- Kriváň (2495 m) – 3 hod. od Tri studničky
- Slavkovský štít (2452 m) – 5 hod. ze Starého Smokovce
- Východná Vysoká (2429 m) – 2,75 hod. ze Sliezského domu
- Kôprovský štít (2363 m) – 3 hod. od Chaty pri Popradskom plese
- Jahňací štít (2230 m) – 5 hod. z nástupu v údolí Kežmarskej Bielej vody
- Predné Solisko (2093 m) – 1 hod. od Chaty pod Soliskom a 2,30 hod. ze Štrbského plesa
- Velká Svišťovka (2038 m) – 4 hod. z Tatranské Lomnice

### Sedla
Nejvyšším sedlem je Sedielko. Několik chodníků přechází přes často vysoko položená horská sedla. Některé přechody jsou dokonce zajištěny řetězy a nejedná se tak o procházkové túry.
Turisticky zpřístupněná horská sedla ve slovenské části:
| - Sedielko (2376 m) - Priečne sedlo (2353 m) - sedlo Váha (2340 m) - Bystrá lávka (2300 m) - sedlo Prielom (2290 m) - Poľský hrebeň (2200 m) - Lomnické sedlo (2190 m) - Vyšné Kôprovské sedlo (2180 m) | - Kolový priechod (2118 m) - Chalubinského vrata (2029 m) - Sedlo pod Svišťovkou (2023 m) - sedlo pod Ostrvou (1966 m) - Ľaliové sedlo (1952 m) - Predné Kopské sedlo (1780 m) - Kopské sedlo (1750 m) |  |

### Údolí
Ve Vysokých Tatrách se nachází 35 údolí.[zdroj?] Dna severních údolí jsou níže než je tomu na jihu. To je dáno ledovcovou činností, kdy na jihu byly ledovce menší a tudíž nedosahovaly tak velké erozní činnosti jako na severu. Mezi boční hřebeny se zařezávají tatranské údolí. Na jižní straně to jsou údolí Kôprová dolina, Furkotská dolina, Mlynická dolina, Mengusovská dolina, Batizovská dolina, Velická dolina, Velká a Malá Studená dolina, Dolina Kežmarskej Bielej vody. Na severní straně to jsou Bielovodská dolina a Javorová dolina. [zdroj?] Nejdelšími údolími Vysokých Tater jsou Kôprová dolina a Bielovodská dolina, jež mají obě délku 11 km.[zdroj?]

## Vodstvo
Vysoké Tatry se řadí ke dvěma úmořím – černomořskému a baltskému. Pramen zde mají některé významné řeky jako například Váh. Největších vodopád Vysokých Tater je Siklawa, na potoce Roztoka mezi údolími Pěti stawů a Roztoki. Je vysoký 65-70 m. Ve většině údolí se nacházejí ledovcová jezera, na Slovensku zvaná plesa, v Polsku staw. Ve Vysokých Tatrách se nalézá 120 jezer. V pohoří také vyvěrá několik minerálních pramenů, z nichž některé jsou využívány. K vyhlášeným lázním patří např. Starý Smokovec. Pramen napájející lázně vyvěrá z masivu Slavkovského štítu.
Rozlohou největší jezera jsou:
- Morskie oko (Polsko), 35 ha

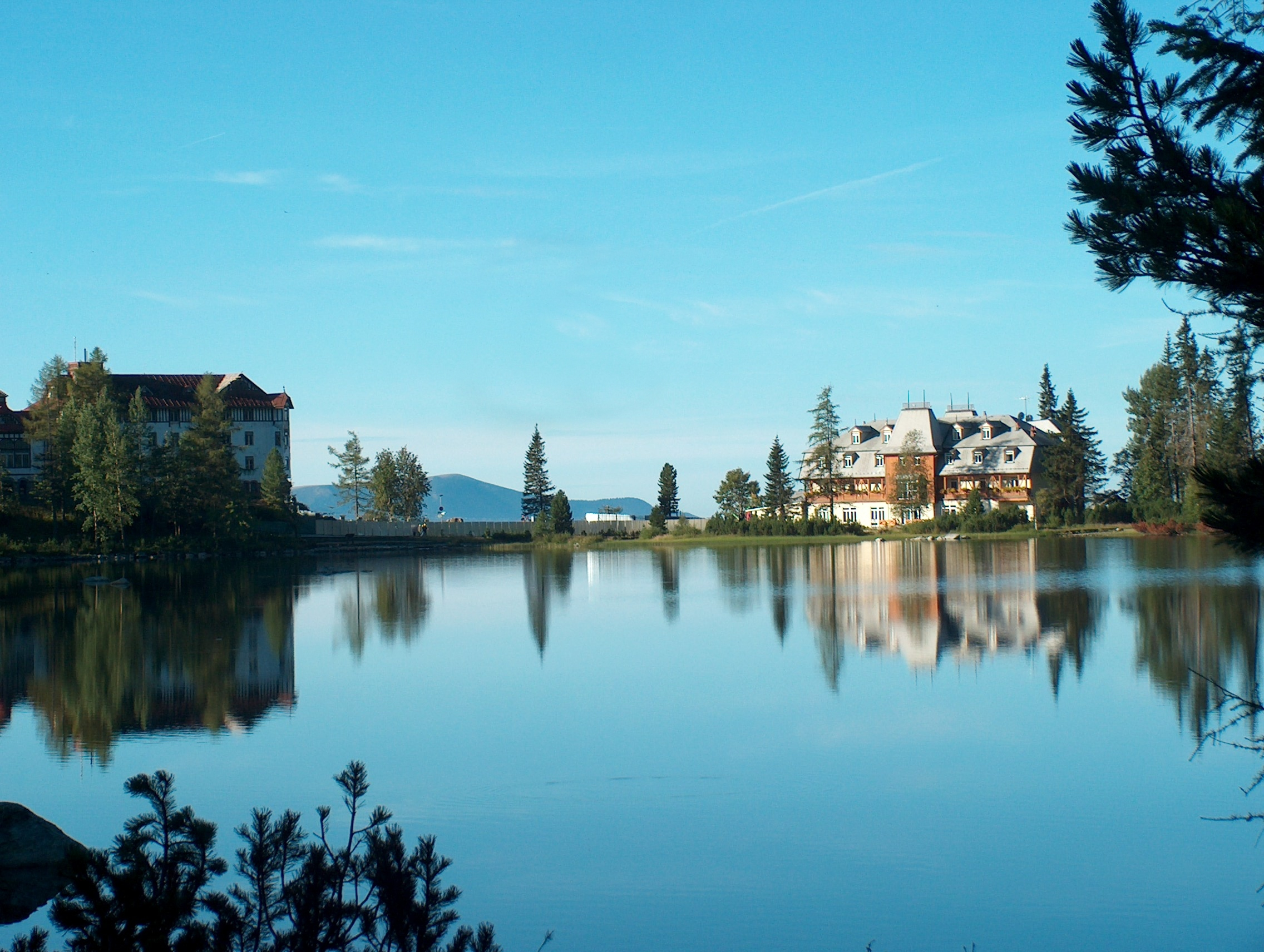
Štrbské pleso

- Wielki Staw Polski (Polsko), 34 ha
- Czarny Staw pod Rysami (Polsko), 21 ha
- Veľké Hincovo pleso (Slovensko), 20 ha
- Štrbské pleso (Slovensko), 20 ha
- Czarny Staw Gąsienicowy (Polsko), 18 ha

## Podnebí
Podnebí ve Vysokých Tatrách má výrazně kontinentální rysy. Panuje zde spíše chladné počasí, kdy teplota se v průměru dostává až na 0°C. Ve výšce 1000 m je potom 5 °C. Teplotní průměr je zde nejnižší na celém Slovensku. Sněhová pokrývka se zde udrží po 200–250 dní v roce. Na některých stinných stráních či firnovištích neroztává vůbec. Pro Tatry je charakteristické proměnlivé počasí. Inverze nejsou v zimě žádnou výjimkou. Roční srážky tu dosahují celkového ročního úhrnu kolem 1600 mm. Nejvhodnějším obdobím pro turistické výstupy v Tatrách je podzim, kdy je počasí nejstabilnější a díky nižším teplotám je také výborná viditelnost.

## Příroda
Vegetační stupně:
- Kolinní stupeň (200–500 m)
- Submontánní stupeň (500–900 m)

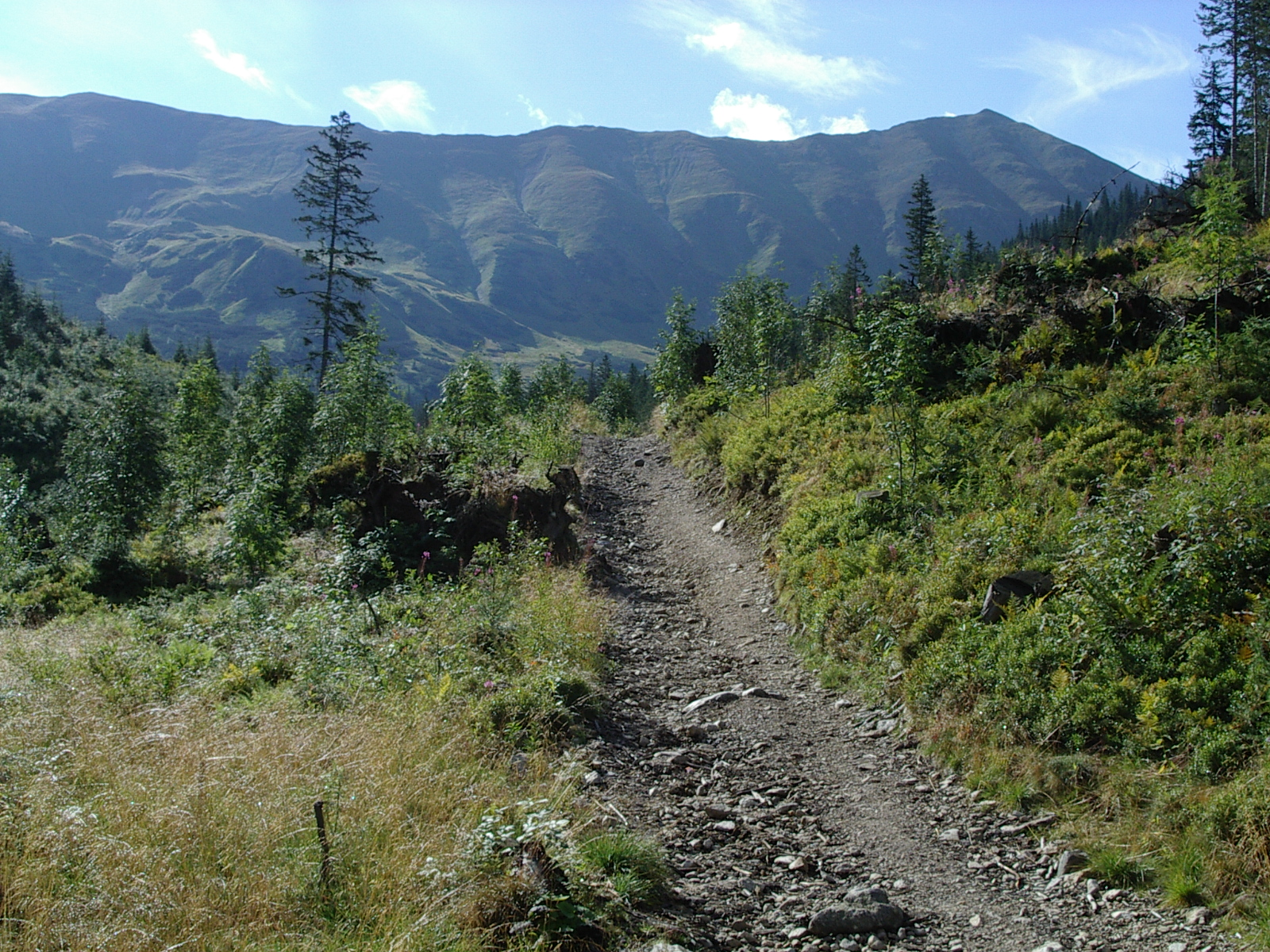
Tatranský národní park

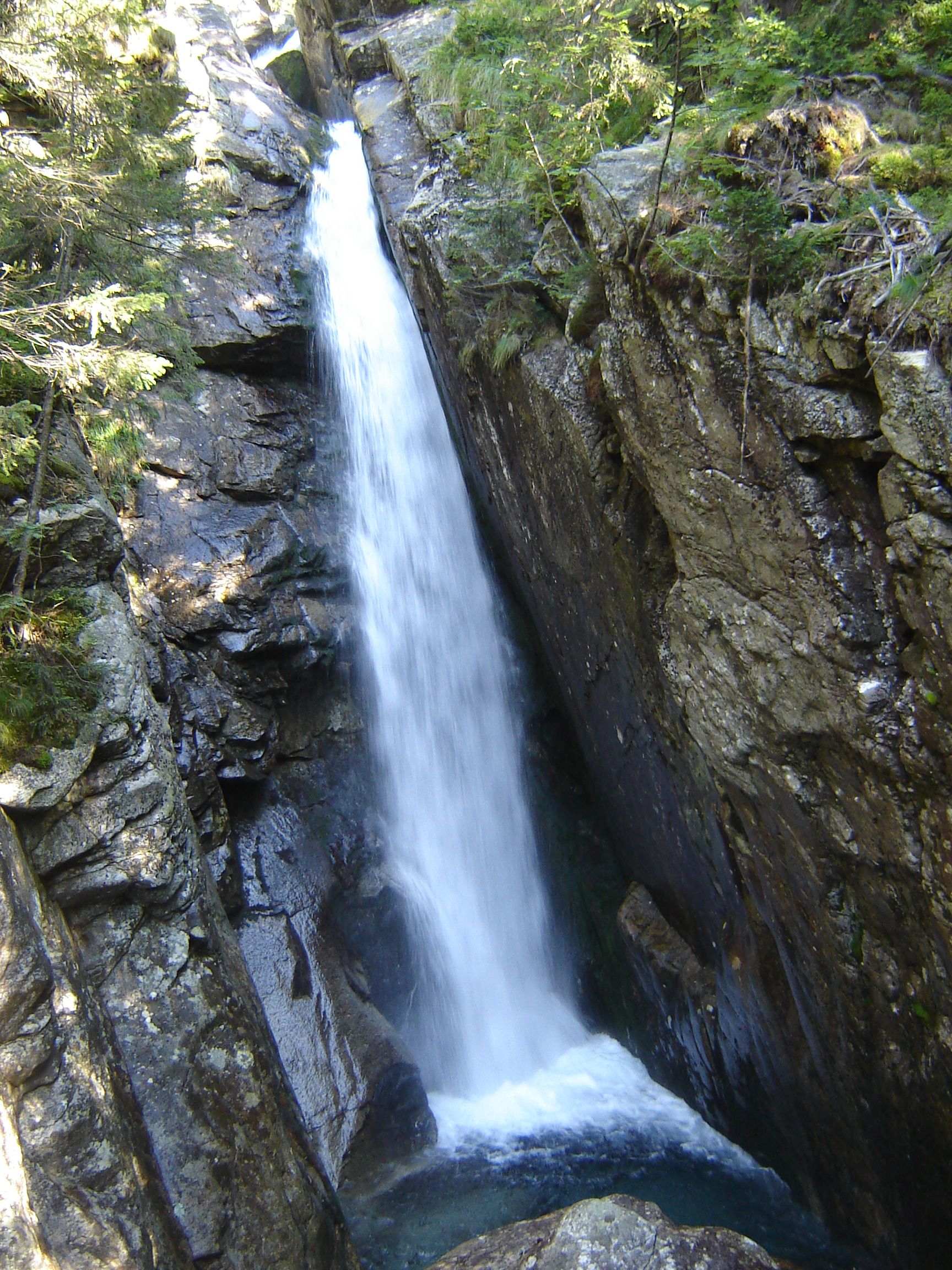
Obrovský vodopád ve Studené dolině

- Montánní stupeň (900–1500 m) – Zde se nachází pásmo souvislých lesů a lesních porostů.
- Subalpinský stupeň (1500–1850 m) – Místo četných smrkových lesů se začínají více prosazovat zakrslá borovice – kosodřevina, vytvářející hustý a neprostupný porost.
- Alpinský stupeň (1850–2300 m) – V tomto pásmu se vyskytují alpinské louky. Žije zde řada glaciálních reliktů. Stromy se zde již nerostou. Nanejvýše porosty plazivých keřovitých vrb.
- Subnivální stupeň (2300–2654 m) – Je takzvané podsněžné pásmo, které již dosahuje k nejvyšším tatranským vrcholkům.

### Flóra
Výskyt rostlin v Tatrách je ovlivněn jednak nadmořskou výškou a jejím vegetačním pásmem, jednak horninovým podložím. V alpinském a subalpinském pásmu se vyskytují rostliny známé v Alpách, Pyrenejích atd. – např. dryádka osmiplátečná, hořec jarní, vrba bylinná, oměj. Na vápenci rostou vrba síťnatá, vrba alpská, koniklec, plesnivec alpský, škarda Jacquinova, hvozdík časný, hořcokvět Clusiův, mateřídouška karpatská, prvosenka aurikule, len karpatský , hadí kořen živorodý, všivec Oederův, zvonek maličký, kozince, vlnice, turany a jiné. Obzvláště bohatá je květena vápencových Belianských Tater. Kyselejší žulový či břidlicový podklad přitáhl rostliny jako všivec přeslenitý, rozchodník alpinský, huseník alpský, řeřišničník přehlížený, kopretinka alpská, hořec chladnomilný, pomněnka alpská, prvosenka nejmenší, hvozdík ledovcový, koniklec bílý, starček brotanolistý, starček šedivý, pryskyřník alpínský, pryskyřník ledovcový, náholník jednoúborný, škarda hnidákolistá, hořec tečkovaný, netřesk horský, zvonek alpský, zvonek tatranský, kamzičník Clusiův, rozrazil alpský, silenka bezlodyžná, několik druhů lomikamenů, rožců, horských jestřábníků atd. V Tatrách najdeme také několik endemitů, jako jsou např. stračka tatranská, mák tatranský nebo lžičník tatranský. Skály, sutě a hole porůstají charakteristická společenstva trav a travin, jako je např. sítina trojklaná, ostřice tmavá, ostřice vždyzelená, bika kaštanová, lipnice alpská, lipnice žulová, kostřava tatranská a řada dalších.

### Fauna
Vzhledem k zachovalosti rozsáhlých lesů a vyhlášení národního parku se zde nachází celá řada původních živočichů a velkých savců. Především potom největší slovenská šelma medvěd hnědý, kterého zde žije přibližně 50 kusů (r. 2002). Dalšími významnými savci jsou rys ostrovid, jenž je zde považován za jediný přirozený regulátor vysoké zvěře, vlk eurasijský, prase divoké, kamzík horský, kočka divoká, kuny, jelen, srnec, liška obecná, jezevec lesní, svišť horský a jiní. Žije zde také řada hlodavců a různých menších živočichů (hraboš sněžný, zajíc). Ptačí říši zastupují orel skalní, orel křiklavý, jestřáb lesní, krahujec, tetřev hlušec, tetřívek obecný, čáp, výr velký atd. Početné jsou zde kolonie netopýrů zastoupených mnoha druhy (vrápenec velký, netopýr velkouchý atd.). Z plazů je nejběžnější zmije obecná, ještěrka živorodá a užovka. Bohaté je zastoupení bezobratlých, především motýlů. Pouze ve Vyšném Furkotském plese žije, od dob ledových, drobný korýš žábronožka severská, který se jinak vyskytuje pouze v jezerech severoevropské tundry. Dalším skoro endemitem je korýš, patřící mezi plazivky, Bryocamptus mrazeki, žijící v několika vysokotatranských jezerech. Tento druh se vyskytuje např. v jezeře Bajkal.[zdroj?]

### Ochrana přírody
Vysoké Tatry patří do Tatranského národního parku (TANAP) a stejnojmenného polského Tatranského národního parku. Národní park na Slovensku byl vyhlášen v roce 1948, polský v roce 1955. Rozloha slovenského Tatranského národního parku činí 738 km² a plocha ochranného pásma dalších 398 km²; polský národní park zaujímá plochu 212 km². Účel vyhlášení slovenského parku byla ochrana jedinečné flory a fauny a výrazného vysokohorského profilu a glaciálního reliéfu. Ten se vyznačuje především strmými štíty a hřebeny, kary, morénami apod. Ochrana zde zahrnuje také četné krasové jevy (ve vápencové složce podloží Tater) jako např. jámy, propasti, škrapy či jeskyně. Lze tu najít i četné ponory, vyvěračky a kaňony s vodopády. Oba parky byly v roce 1993 vyhlášeny jako biosférická rezervace v programu UNESCO (MAB).

## Historie a osídlení
Starší doba kamenná se považuje za období prvního osídlení Vysokých Tater. 3000 let př. n. l. se začínají pod Tatrami již opracovávat kovy. Keltové, kteří zde žili na přelomu letopočtů, uměli zpracovat také železo. Obchodovali s ním například s Římany. Ze začátku 12. století pochází první doložená zmínka o Tatrách z kroniky Chronica Boemorum. Vpád Tatarů v letech 1241–1242 začal stabilizovat zdejší osídlení a začalo se více prosazovat pastevectví a hospodářství. Dále ve 14. století (Matyáš Korvín) se zde začaly masivně těžit rudy. Pod Kriváněm tak vzniklo několik štol. To pokračovalo až do 16. století (Maxmilián II.) kdy bylo vybudováno mnoho dalších štol, včetně nejvýše položené Terézie (2100 m). Ke konci těžby dochází v roce 1787.

## Turismus

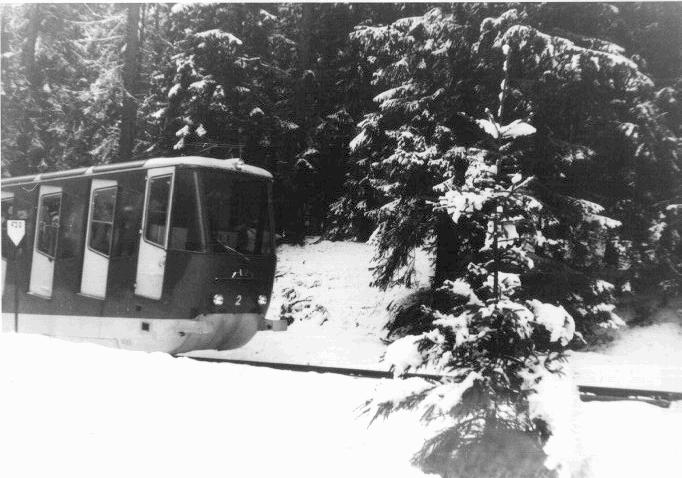
Lanová dráha ve Vysokých Tatrách, sezóna 1988–1989

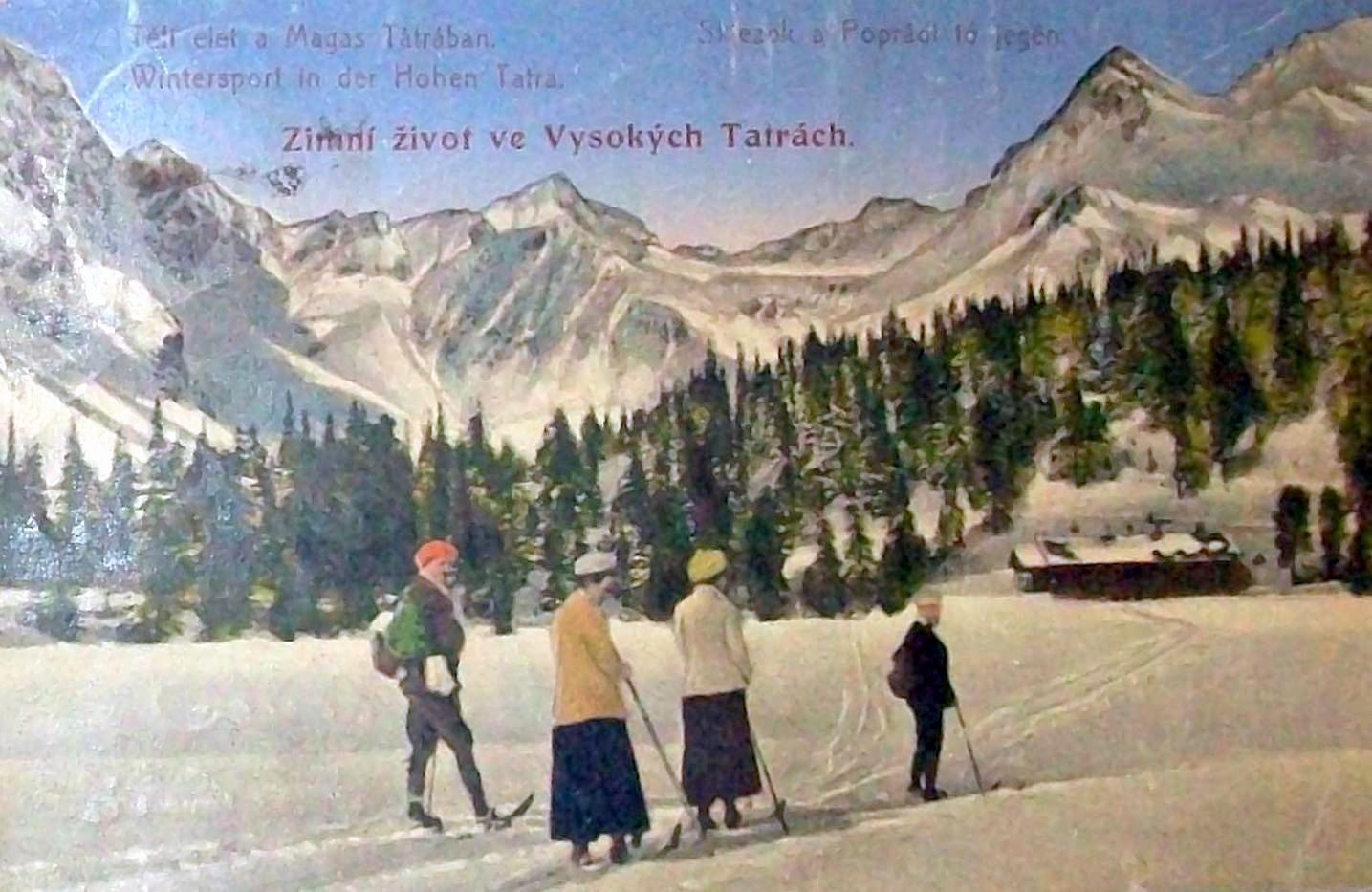
Pohlednice Vysokých Tater z roku 1922

### Horské chaty
Ve Vysokých Tatrách se nachází 16 horských chat (12 na Slovensku, 4 v Polsku).
Slovensko
- Chata pod Rysy (2250 m) – kapacita 14 lůžek, založena 1933, nejvýše položená chata v Tatrách
- Téryho chata (2015 m) – kapacita 25 lůžek, založena 1899, otevřeno po celý rok
- Zbojnická chata (1960 m) – kapacita 16 lůžek, založena 1907, v roce 1998 vyhořela, dnes je rekonstruovaná
- Chata pod Soliskom (1840 m) – kapacita 8 lůžek, založena 1942, otevřeno celoročně
- Skalnatá chata (1740 m) - kapacita 12 lůžek, založena 1932, otevřeno po celý rok
- Sliezsky dom (1665 m) – kapacita 114 lůžek, založena 1895 (dnešní podoba z roku 1968), otevřena po celý rok
- Chata pri Zelenom plese (1551 m) – kapacita 50 lůžek, založena 1897, otevřena celoročně
- Majláthova chata (1498 m) – kapacita 16 lůžek, založena původně 1879; v nové podobě 2010, celoroční provoz
- Chata pri Popradskom plese (1494 m) – kapacita 129 lůžek, založena 1879, mimosezónní období 3. 1. – 31. 1. a 1. 11. – 15. 12.
- Zamkovského chata (1475 m) – kapacita 25 lůžek, založena 1943, celoroční provoz
- Rainerova chata (1290 m) – není zde možnost ubytování, založena 1860, muzeum tatranských nosičů, bufet
- Bilíkova chata (1255 m) – kapacita 28 lůžek, založena 1934, celoroční provoz

Polsko
- Schronisko w Dolinie Pięciu Stawów (1671 m) – kapacita 70 lůžek, založena 1947
- Schronisko Murowaniec (1500 m) – kapacita 120 lůžek, založena 1921,
- Schronisko przy Morskim Oku (1405 m) – kapacita 77 lůžek, založena 1908, nejstarší chata v Polských Vysokých Tatrách
- Schronisko PTTK w Dolinie Roztoki (1031 m) – kapacita 75 lůžek, založena 1913

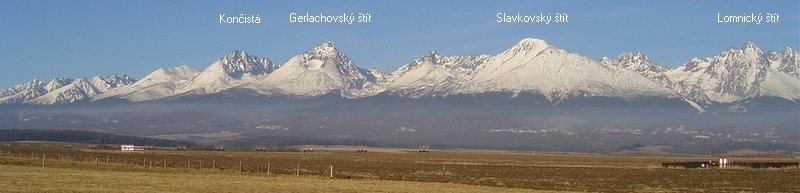
Panoramatický pohled na Vysoké Tatry z Popradské kotliny

### Dostupnost
Vysoké Tatry jsou dobře dostupným pohořím, kde je značení opravdu důkladné, chodníky upravené a je zde dostatek informačních středisek a materiálů. Nejpřístupnější jsou od jihu, např. z Tatranské Štrby, odkud vede na Štrbské Pleso trať ozubnicové železnice. Zde začíná Podtatranská železnice, jež probíhá pod celým masivem Tater. Traverzem po jižním úbočí hor se táhne červeně značená Tatranská magistrála, z které vede mnoho odboček do údolí a k vrcholům či chatám. Letiště v oblasti Tater nalezneme v Popradu. Dalšími centry na slovenské straně hor jsou Starý Smokovec, Tatranská Lomnica, Tatranská Polianka, město Vysoké Tatry a Podbanské. Na polské straně je hlavním turistickým centrem město Zakopane, přístupné po silnici a železnici.